# NGC 1338
NGC 1338 est une galaxie spirale intermédiaire située dans la constellation de l'Éridan. NGC 1338 a été découverte par l'astronome français Édouard Stephan en 1884.

## Caractéristiques
Sa vitesse par rapport au fond diffus cosmologique est de  2 329 ± 13 km/s, ce qui correspond à une distance de Hubble de 34,4 ± 2,4 Mpc (∼112 millions d'al).
La classe de luminosité de NGC 1338 est II et elle présente une large raie HI.